# Roman Bezjak
Roman Bezjak (Slovenj Gradec, 21 februari 1989) is een Sloveens voetballer die als aanvaller speelt. Bezjak debuteerde in 2013 in het Sloveens voetbalelftal.

## Clubcarrière
Bezjak begon zijn loopbaan bij NK Celje en speelde van 2012 tot en met 2015 voor PFK Ludogorets in Bulgarije. Met die club werd hij in 2013 Bulgaars kampioen. In mei 2015 tekende Bezjak bij HNK Rijeka, waar hij een jaar voor speelde. In 2016 werd hij gecontracteerd door SV Darmstadt 98, dat net naar de Bundesliga gepromoveerd was. In februari 2017 werd hij tot het einde van het seizoen 2016/17 verhuurd aan HNK Rijeka. Per 1 februari 2018 maakte hij de overstap naar het Poolse Jagiellonia Białystok. Medio 2019 ging hij voor APOEL FC spelen. In 2020 keerde hij terug naar Slovenië. In januari 2021 ging hij in Turkije voor Balıkesirspor spelen.

## Interlandcarrière
Bezjak debuteerde in 2013 in het Sloveens voetbalelftal.